# Ел Каим
Ел Каим (арап. القائم) је град у Ираку који се налази 400 km северозападно од Багдада у близини сиријске границе и налази се дуж реке Еуфрат и налази се у гувернерату Ал Анбар. Има око 150.000 становника и центар Ел Каим Дистрикта.
Ел Каим регион има неке од најбогатијих тла на Блиском истоку. Осим тога, речна вода у овој тачки носи мање соли и минерала, тако да је потребно знатно мање воде за одрживо производњу усева овде него што даље низводно, где се мора користити више галона воде како би се избегло сланост.
Гранични прелаз Ел Каим повезује Ел Каим да затвори град Абу Камал у Сирији.